# Alain Gontier
Pour les articles homonymes, voir Gontier.
Alain Gontier, mort en 1335, est un prélat breton du XIVe siècle qui fut successivement évêque de Saint-Malo puis évêque de Cornouaille.

## Biographie
Alain Gonthier est originaire de Cornouaille est un clerc du roi de France, professeur de théologie à l'université de Paris, grand maître du Collège de Navarre; il est aussi membre du chapitre de chanoines de Nantes. Lorsque Raoul Rousselet ministre de Philippe V de France est transféré à la demande du roi à l'évêché de Pampelune, il est nommé évêque de Saint-Malo le 2 mars 1317 devant son peu d'enthousiasme à affronter ses futurs diocésains malouins et les tâches qui l'attendaient en Bretagne, le pape doit le menacer de la colère divine et lui promettre de l'assister dans les éventuelles difficultés à venir. Il est consacré le 1er juin et fait sa soumission à la chambre apostolique en cette qualité le 17 juin 1317. À sa demande par deux bulles apostoliques du 27 octobre 1319 le Pape Jean XXII sécularise le chapitre de Chanoines de la cathédrale le dernier qui existait en Bretagne. 
Dès qu'il le peut, pour revenir dans sa région natale, il permute son siège épiscopal avec Ives Le Prévôt de Bois Boëssel , évêque de Quimper le 22 janvier 1333. Il fait sa soumission le 10 juillet 1333 mais meurt deux ans plus tard en 1335.

## Héraldique
Ses armoiries dont on ignore les couleurs sont: écartelé 1/4 d'une fasce 2/3 un sautoir.

## Source
- (en) Catholic Hierarchy.org Bishop: Alain Gonthier